# Régis François Gignoux
Pour les articles homonymes, voir Gignoux.
Régis François Gignoux, né Marie François Régis Gignoux à Lyon le 16 juin 1814 et mort à Paris 8e le 14 août 1882, est un peintre français qui a été actif aux États-Unis entre 1840 et 1870.

## Biographie
Régis François Gignoux est né en 1814 à Lyon.
Il a étudié à l'École des beaux-arts avec Paul Delaroche qui l'a inspiré pour s'orienter vers la peinture de paysages. Il va aux États-Unis en 1840, où il est membre de la National Academy of Design. Il ouvre un atelier à New York et est un des premiers artistes du Tenth Street Studio Building (en),, le Studio Building, un ensemble d'ateliers réservés aux artistes ouvert sur la 10e Rue à partir de 1857.
Il revient en France en 1870.

## Galerie

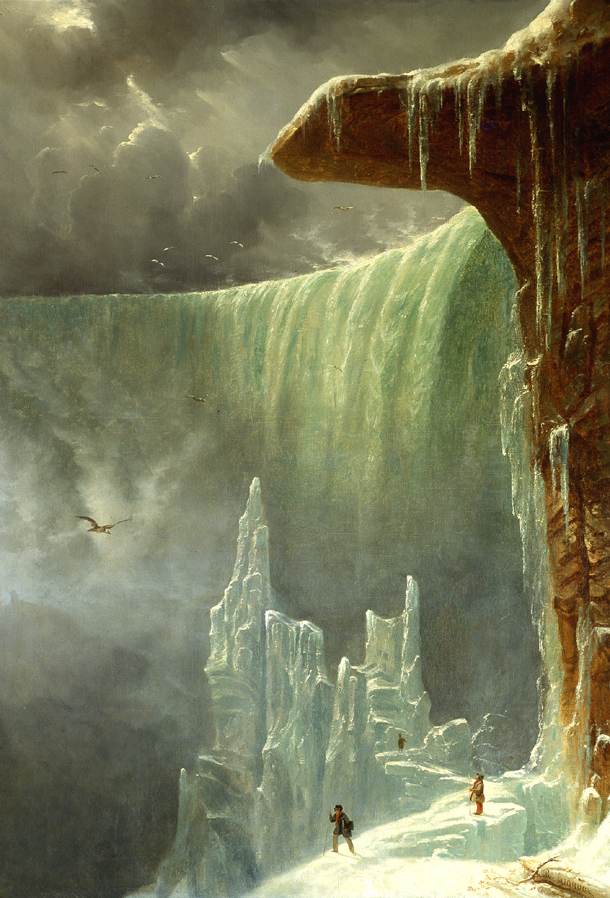
'‘Niagara, The Table Rock in Winter'’, vers 1847, United States Senate
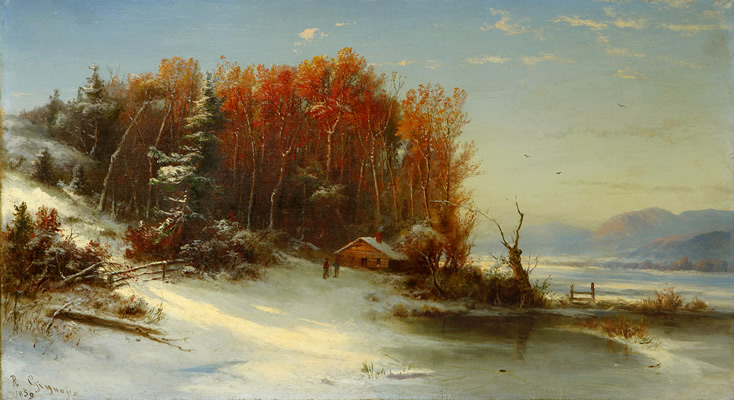
First Snow Along the Hudson River, 1859